# Asel Luzarraga
Asel Luzarraga Zarrabeitia (Bilbao, 20 de octubre de 1971) es un escritor y músico anarquista español.
Excantante de la banda Punkamine, en 2009 y a causa de un montaje fue detenido en Chile por poner bombas y expulsado del país. El caso está siendo estudiado en la actualidad por la Comisión Interamericana de Derechos Humanos.

## Biografía

### Primeros años
Asel Luzurraga nació en Bilbao, Vizcaya, el 20 de octubre de 1971. Se licenció en Ciencias empresariales y en Filología vasca.
Ejerció durante varios años como profesor de educación secundaria. Fue miembro de la junta directiva de la Asociación de Escritores Vascos y de la directiva del PEN vasco (Euskal PEN Kluba).
Al margen de la actividad literaria, durante varios años fue cantante del grupo vasco punk Punkamine y difusor de las ideas anarquistas a través de sus artículos y de su blog.

### Detención
El 31 de diciembre de 2009 fue detenido en Padre Las Casas, Chile, acusado de estar implicado en la colocación de cuatro artefactos explosivos. Esa acusación finalmente fue retirada ante la imposibilidad material manifiesta, ya que quedó demostrado que Asel Luzarraga estaba fuera de Chile en las fechas de tres de esos cuatro atentados. Tras pasar 42 días en la cárcel de Temuco y siete meses más bajo arresto domiciliario, fue declarado culpable por infracción a la Ley de Armas y Explosivos, por el material que la policía dijo haber hallado en su domicilio. Este consistía en un extintor vacío, 7 gramos de pólvora, dos mechas, una cinta adhesiva y un encendedor, materiales que Asel Luzarraga siempre negó haber tenido o siquiera visto en su casa. Durante el juicio no pudo probarse vínculo alguno entre Asel Luzarraga y el citado material, ya que en él no existía huella alguna del acusado y en la piel y la ropa no se encontró resto alguno de pólvora, siendo la única prueba ofrecida el testimonio de los carabineros que participaron en el allanamiento del domicilio de Asel Luzarraga. Fue condenado a 220 días de prisión, inferiores a los 251 que ya había cumplido privado de libertad y muy inferiores a los 10 años que en un inicio se reclamaban y a los 5 años que finalmente solicitó la Fiscalía durante el juicio.

#### Acerca de la detención
Asel Luzarraga tuvo noticia de las acusaciones por un periodista que se lo comunicó mientras los carabineros le llevaban a un reconocimiento médico.
Posteriormente se describió la detención como un «montaje» derivado de la denuncia que Luzarraga hacía «de la represión del pueblo mapuche».

#### Consecuencias
Durante el proceso existió una amplia campaña de solidaridad internacional para dar a conocer su caso, principalmente promovida por la plataforma Asel Aske o Askel (Asel Libre), iniciándose tempranamente una campaña de recogida de firmas en su favor. En su defensa también se implicaron varias personalidades conocidas. Además, varias organizaciones de derechos humanos como el PEN Club Internacional, el Observatorio Ciudadano de Chile o la Agencia Rodolfo Walsh denunciaron irregularidades diversas durante el proceso. Tras ser rechazado el recurso de nulidad contra la sentencia, su abogado, Jaime Madariaga, se manifestó inconforme con la decisión. Actualmente el Estado chileno ha sido denunciado por ello ante la Comisión Interamericana de Derechos Humanos (CIDH)
Sabiendo que iba a ser probablemente expulsado del país, Luzarraga hizo abandono del mismo y volvió al País Vasco. Desde allí envió el 3 de octubre de 2010 un comunicado público dirigido a los medios oficiales del país haciendo sus descargos.
A su vez, figura en las listas de Interpol de delitos relacionados con el terrorismo al existir contra él una sentencia firme. Esto le ha supuesto dificultades para cruzar las aduanas en algunos países y la imposibilidad de entrar en otros.

### Vuelta a casa
En 2013 publica con la editorial Quimantú de Chile su primera obra escrita en castellano, Los buenos no usan paraguas (Desmontando un montaje; desnudando al Estado). Este ensayo fue de nuevo publicado al año siguiente por tres editoriales vascas en una edición conjunta.
El 5 de diciembre de 2019 la CIDH resolvía en favor de la adminisibilidad de la denuncia interpuesta contra el Estado chileno, al constatar indicios de vulneración de los derechos humanos en el proceso iniciado en su contra. El caso de Asel Luzarraga es el único de un ciudadano europeo aceptado por esta comisión.
En la actualidad colabora con diversas publicaciones y realiza traducciones por cuenta ajena.

## Obra

### Novela
- 2003 Hamaika ispilu ganbil (Los espejos convexos)
- 2005 Karonte (VI. premio Igartza 2003)
- 2007 Mozorroaren xarma (El encanto del disfraz)
- 2008 Abaraska (El panal)
- 2010 Utopiaren itzalak (Las sombras de la utopía)
- 2011 Gezurra odoletan (La mentira en la sangre)
- 2018 Bioklik
- 2019 Inoren munduan (En mundo ajeno)
- 2020 Bahiketa (Secuestro)
- 2021 Malthusen ezinegona (El malestar de Malthus´)
- 2021 Uzta garaia (Tiempo de cosecha)
- 2022 Katuak jandakoa (Lo que se comió el gato)
- 2022 Esan gabe doa (Ni qué decir)
- 2023 Lurrean haziak (Semillas en la tierra)
- 2024 Zortzigarren Hiria (La Octava Ciudad)
- 2024 Azken Portuko postdatak (Las postdatas de Azken Portu, junto a John Andueza)

### Poesía
- 2021 Denboran zatika (A retazos en el tiempo)
- 2023 Bazter hautsiak (Euskal Herriko turismo-gida deseraikia) (Rincones rotos (Guía turística deconstruida de Euskal Herria))

### Guías
- 2005 Eleberria lantzeko gida (Guía para trabajar la novela)

### Ensayo
- 2013 Los buenos no usan paraguas (Desmontando un montaje; desnudando al Estado)